# Copyright law (Vereinigte Staaten)
Das Copyright-Law [ˈkɒpiɹaɪt] (englisch copyright law ‚Kopierrecht‘, aus copy ‚kopieren‘ und right ‚Recht‘) bezeichnet im Recht der Vereinigten Staaten ein Rechtsgebiet zum Schutze geistigen Eigentums. Es ist dem deutschen Urheberrecht ähnlich, unterscheidet sich jedoch in wesentlichen Punkten. Bereits der Ansatz ist ein anderer: Während das deutsche Urheberrecht den Urheber als Schöpfer und seine ideelle Beziehung zum Werk in den Mittelpunkt stellt, betont das Copyright den ökonomischen Aspekt.
Im Copyright des amerikanischen Rechtssystems werden im Gegensatz zum kontinentaleuropäischen Urheberrecht die Entscheidungs- und Verwertungsrechte über ein Werk oft nicht dem Urheber (beispielsweise dem Künstler) zugestanden, sondern den wirtschaftlichen Rechteverwertern, zum Beispiel dem Verlag. Der Urheber behält dann eingeschränkte Veto-Rechte, die den Missbrauch des Copyrights seitens der Rechteverwerter verhindern sollen.

## Rechtsgeschichte
Im Gegensatz zum Urheberrecht in Deutschland musste das Copyright bis 1989 in den USA explizit angemeldet werden (US Copyright Act 1909, Chapter 1 Sec. 11) und erlosch 75 Jahre nach der Eintragung in das zentrale Copyright-Verzeichnis. Inzwischen gilt in den USA für neue Werke ein Schutz bis 70 Jahre nach dem Tod des Urhebers bzw. 95 Jahre für Firmen (Copyright Term Extension Act). Eine Anmeldung des Copyrights bei der Library of Congress ist für den Erwerb des Rechts nach aktueller Gesetzeslage nicht erforderlich, kann aber zum Beispiel bei der Geltendmachung von Schadensersatz vorteilhaft sein.
Am 28. Oktober 1998 verabschiedete der US-Senat den heftig umstrittenen Digital Millennium Copyright Act, der die Rechte der Copyright-Inhaber stärken soll. Dieser stellt eine Reaktion auf die durch das Internet und andere digitale Technologien immer einfacher gewordene Reproduktion und Verbreitung von Werken dar.

## Schreibweisen
Der Copyright-Vermerk ist primär vom Rechteinhaber und nur sekundär von Ort und Zeit(raum)/Jahr/Datum abhängig. Als Schreibweisen sind im deutschsprachigen/europäischen Raum möglich:
- Copyright ©/℗ Rechteinhaber, Ort Zeitraum/Jahr/Datum – alle Rechte vorbehalten
- (Copyright) ©/℗ Rechteinhaber, (Ort) Zeitraum/Jahr/Datum

Im angloamerikanischen Raum sind folgende Schreibweisen verbreitet:
- Copyright ©/℗ Ort Zeitraum/Jahr/Datum by Rechteinhaber – all rights reserved
- (Copyright) ©/℗ (Ort) Zeitraum/Jahr/Datum (by) Rechteinhaber

Die Ergänzung Copyright vor dem © kann weggelassen werden, ist aber empfehlenswert, da sie das Erkennen von Copyrights erleichtert und so für Unversierte oder bei Kodierungs-/Darstellungsproblemen eine Hilfe sein kann.
Selbiges (siehe unten) gilt für den Tonträger-Vermerk mit ℗.

## Copyright-Vermerk
Der Copyright-Vermerk (Copyrightzeichen: © (deutsch: „alle Rechte vorbehalten“) – behelfsweise auch (c) gefolgt von einer Jahresangabe und dem Rechteinhaber) oder auch Urheberrechtshinweis stammt ursprünglich aus dem angloamerikanischen Recht. Mit ihm soll der Nutzer eines urheberrechtlich geschützten Werks auf das Bestehen von Urheberrechten hingewiesen werden. Hintergrund ist die alte Rechtslage des US-amerikanischen Copyright, nach der Rechte an einem Werk erlöschen konnten, wenn es nicht mit einem Copyright-Vermerk versehen war (wie im Fall des Filmes Die Nacht der lebenden Toten von 1968). Nach dem Beitritt der USA zum internationalen Berner Übereinkommen zum Schutz von Werken der Literatur und Kunst (RBÜ) im Jahr 1989 ist der Copyright-Vermerk heute nicht mehr notwendig, kann aber nach eigenem Ermessen gesetzt werden.
Im deutschen Recht entstehen Urheberrechte automatisch mit der Schaffung eines Werks. Ein Copyright-Vermerk ist nicht erforderlich. Der Hauptzweck des Vermerks liegt in der Übermittlung der Aussage, dass jemand Urheberrechte für sich oder andere reklamiert. Der Vermerk selbst führt jedoch nicht zum Bestehen von Urheberrechten. Ob ein Werk urheberrechtlich geschützt ist, bestimmt sich allein nach dem Gesetz. Dazu ist zum Beispiel eine ausreichende Schöpfungshöhe notwendig. Weitere Bedeutung kann der Copyright-Vermerk dadurch erlangen, dass ein angegebenes Datum unter Umständen Rückschlüsse auf den Ablauf der Schutzfrist erlaubt. Allerdings bemisst sich die Schutzfrist nur in wenigen Fällen nach dem Datum der Veröffentlichung. Schließlich können Vermerke im Rahmen der Beweissicherung nützlich sein. Die Kennzeichnung fremder Werke mit eigenem Copyright-Vermerk kann eine Urheberrechtsverletzung darstellen.

## ℗-Vermerk für Tonträger
Bei Tonträgern und Filmen wird häufig auch noch ein ℗-Vermerk – an einigen Stellen auch (P) bzw. inkorrekterweise (p) – angegeben.
Die Ergänzung Copyright vor dem © kann auch hier weggelassen werden, ist aber empfehlenswert, da sie das Erkennen von Copyrights erleichtert und so für Unversierte eine Hilfe sein kann.
Das P steht für phonogram (zu deutsch: „Phonogramm“ bzw. „Fonogramm“ rsp. „Tonaufzeichnung“). Der ℗-Vermerk ist in einigen Ländern (nicht in Deutschland) erforderlich, um Tonträgerherstellerrechte geltend machen zu können. Das sind so genannte Leistungsschutzrechte. Geschützt werden sollen dabei nicht künstlerische, sondern wirtschaftlich aufwendige Leistungen des Tonträgerherstellers. Nur die erste Aufnahme auf einem Tonträger ist Gegenstand des Schutzes (z. B.: das Masterband). Im deutschen Recht finden sich entsprechende Regelungen in §§ 85 f. UrhG.
Vom Recht des Tonträgerherstellers zu unterscheiden sind Urheberrechte an den Kompositionen, Liedtexten oder der grafischen Gestaltung des Covers. Bei Bildtonträgern greift auch das Leistungsschutzrecht des Filmherstellers, im deutschen Recht nach § 94 UrhG.